# Нотебоом, Сейс
Сейс Нотебом (нидерл. Cees Nooteboom, МФА: [ˈseːs ˈnoːtəˌboːm], собственно Корнелис Йоханнес Якобус Мария Нотебоом, 31 июля 1933, Гаага) — нидерландский писатель, журналист, переводчик.

## Биография и творчество
Отец погиб при бомбёжке в 1944, мать снова вышла замуж в 1948. Воспитывался во францисканских и августинианских монастырских школах. Работал в банке. Признанный негодным к военной службе, в 1953 отправился пешком по Европе, это путешествие дало материал для его первого романа «Филип и другие». Живёт в Амстердаме, Берлине, Испании. Занимается журналистикой, много ездит по свету, автор путевых записок об Испании, Востоке и др. Переводил поэзию Ч. Милоша, С. Вальехо, Э. Монтале, Ханса Магнуса Энценсбергера, Чезаре Павезе.

## Признание

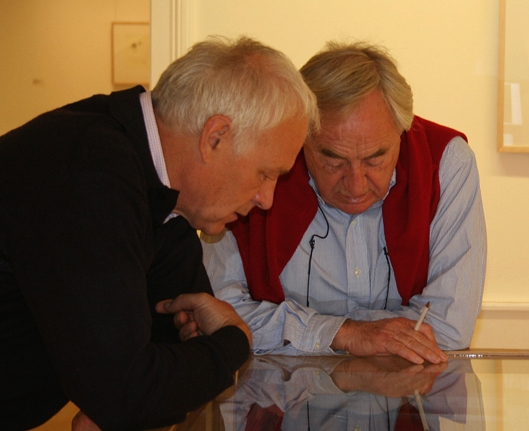
Сейс Нотебоом (справа) с немецким художником Юргеном Партенхаймером

Награждён орденом Почётного легиона (1991), почётный доктор Католического университета в Брюсселе (1998). Лауреат премий Константина Хёйгенса (1992), Хуго Балля (1993), премии Гёте (2002), Европейской литературной премии (2003), премии Питера Корнелисзона Хофта (2004), премии «Золотая Сова» (2010) и др. Выдвигался на Нобелевскую премию. О нём снят документальный фильм «Отель Нотебоома — путешествие художника в страну слова» (2003).

## Избранные произведения
- Philip en de anderen/ Филип и другие (1954, роман, премия Фонда Анны Франк)
- De doden zoeken een huis/ Мёртвые ищут приюта (1956, стихотворения)
- De ridder is gestorven/ Рыцарь умер (1963, роман)
- Rituelen/ Ритуалы (1980, роман, премия Пегас)
- Een lied van schijn en wezen/ Песня о видимости и сути (1981, роман)
- Mokusei!/ Мокусэй! (1982, рассказы)
- Aas/ Пепел (1982, стихотворения)
- In Nederland/ В Голландии (1984, роман, премия Мультатули)
- Het volgende verhaal/ Следующая история (1991, роман, премия Аристейон, рус. пер. 1996)
- De ontvoering van Europa/ Похищение Европы (1993, эссе)
- Allerzien/ День поминовения (1998, роман)
- Paradijs verloren/ Потерянный рай (2004, роман)
- Rode Regen/ Красный дождь (2007, роман)
- Berlin 1989—2009/Берлин 1989—2009 (2009, эссе)

## Публикации на русском языке
- Следующая история / Перевод Игоря Ланина // Иностранная литература. — 1996. — № 12.
- Ритуалы. — М.: Текст, 2000; М.: Текст, 2005.
- День поминовения. — М.: Текст, 2004.
- Филип и другие. — M.: Текст, 2006.
- Красный дождь. — M.: Текст, 2011.
- Потерянный рай. — M.: Текст, 2012.
- Все пути ведут в Сантьяго [главы из книги]// Иностранная литература, 2013, №10